# Tropisk eldmyra
Tropisk eldmyra (Solenopsis geminata) är en myrart som först beskrevs av den danske zoologen Johan Christian Fabricius 1804. Solenopsis geminata ingår i underfamiljen ettermyror, släktet eldmyror och familjen myror.

## Underarter
Arten delas in i följande underarter:
- S. g. geminata
- S. g. micans

## Beskrivning
Generellt är de större eldmyrorna mycket lika varann, med en längd mellan 1 och 4 mm och glänsande kropp. För denna art gäller det att drottningarna är mörka, gränsande till svart, menan hanarna känns igen på sina vingar (som även honorna har fram till parningsflykten) och sitt lilla huvud. Arbetarnas utseende varierar på grund av deras storlek: De minsta, som kan vara så små som 2 mm, är rödbruna till färgen, medam de större är helsvarta.

## Ekologi
Den tropiska eldmyran lever i flera olika habitat, som skog, både urskog och planterad, gräsmarker, sötvattensstränder, kusttrakter, buskage och även människopåverkade områden som jordbruksbygd, skogsbryn, turistbyar, städer och rena ruderatområden. Myran är en utpräglad tropisk/subtropisk art, men i mindre varma klimat kan den förekomma inomhus, till exempel i växthus och andra, väl uppvärmda byggnader. Arten bygger stora bon som till största delen grävs ut under jord. De har dock ofta en stack ovanpå.
Myran har en gadd och ett smärtsamt gift; den är emellertid inte lika farlig som röd och svart eldmyra. Arten är en allätare, som både tar leddjur som de olika stadierna av andra insekter, honungsdagg från bladlöss och sköldlöss som den tenderar att beskydda, och olika sorters växtdelar, som blad, frukter och framför allt frön, även från ekonomiskt betydelsefulla grödor.

## Utbredning
Den tropiska eldmyrans ursprungliga utbredningsområde utgörs av de varmare delarna av Amerika, från sydöstra USA till stora delar av Sydamerika. Arten har senare spritt sig till stora delar av den amerikanska dubbelkontinenten, Afrika, Australien, Asien (nordost till Kina och Japan) samt Oceaniens övärld. Myran betraktas som en invasiv art av EU, men det anses inte sannolikt att den skulle etablera sig i norra Europa.

## Bildgalleri

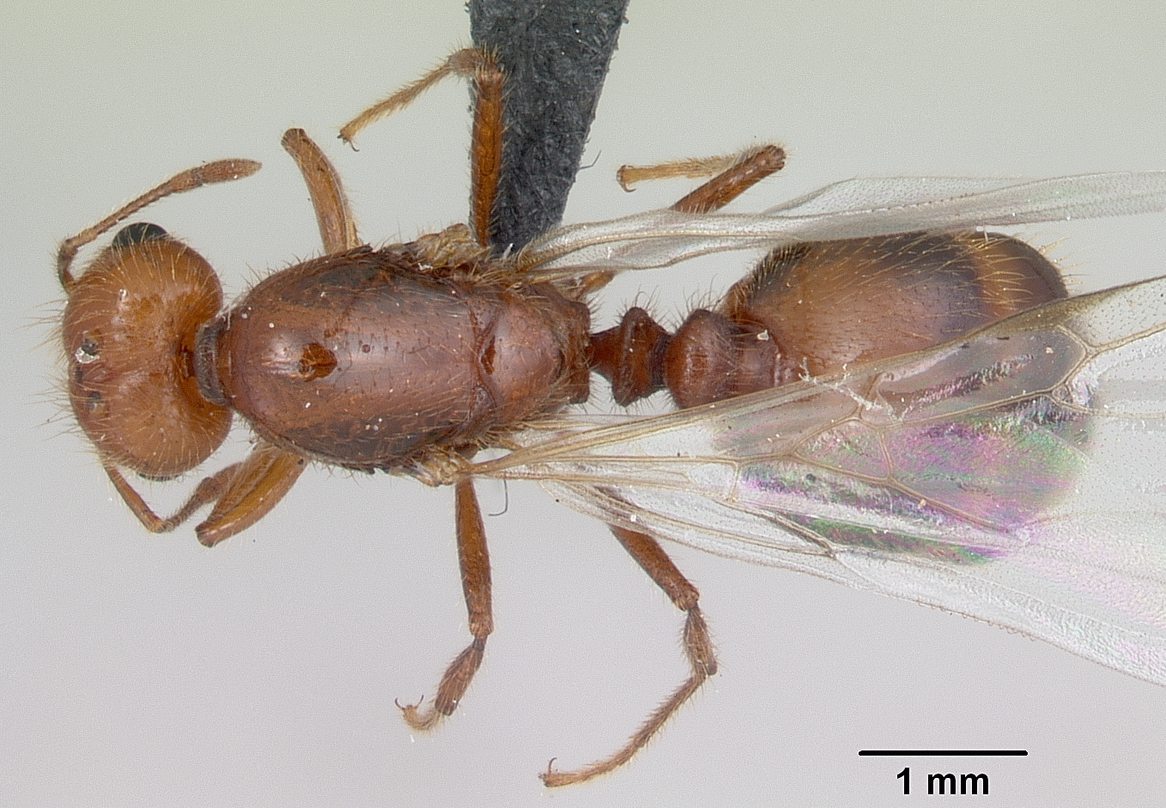
Bevingad drottning.
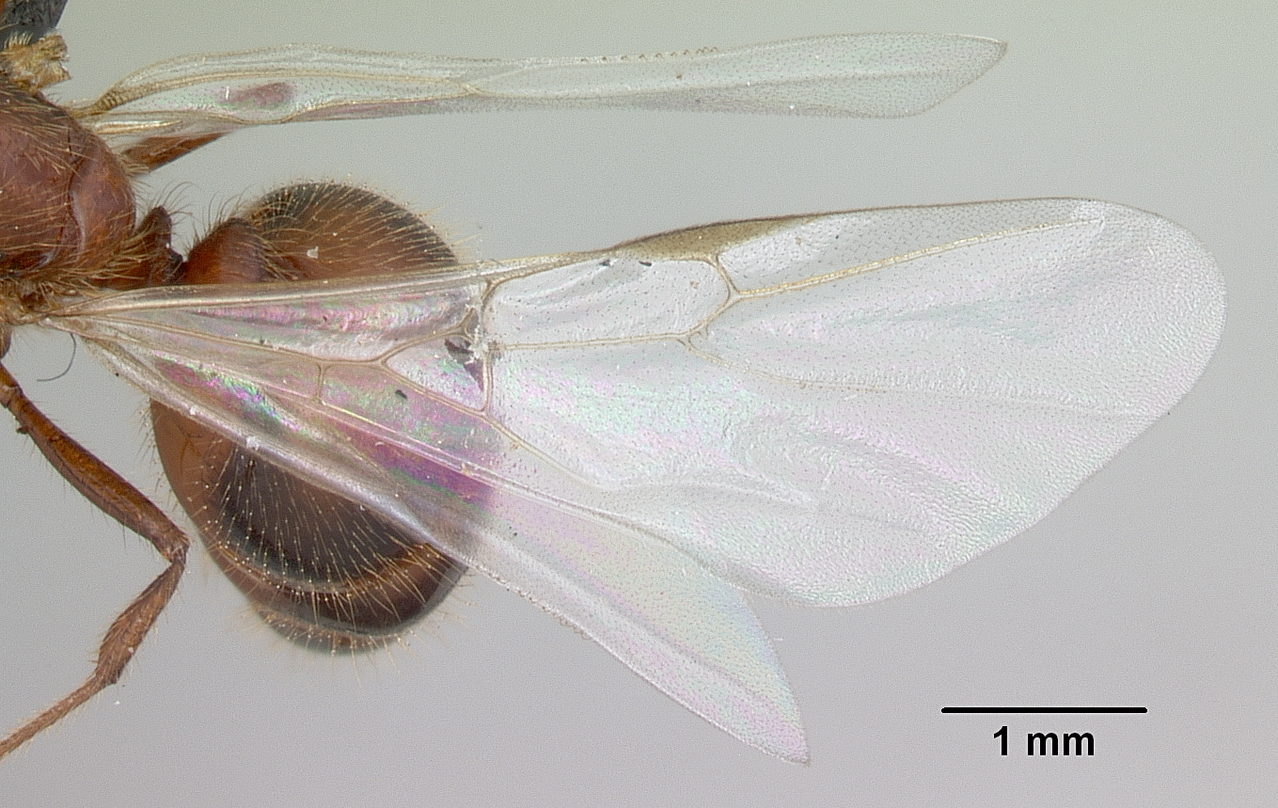
Bevingad drottning, närbild på vingarna.
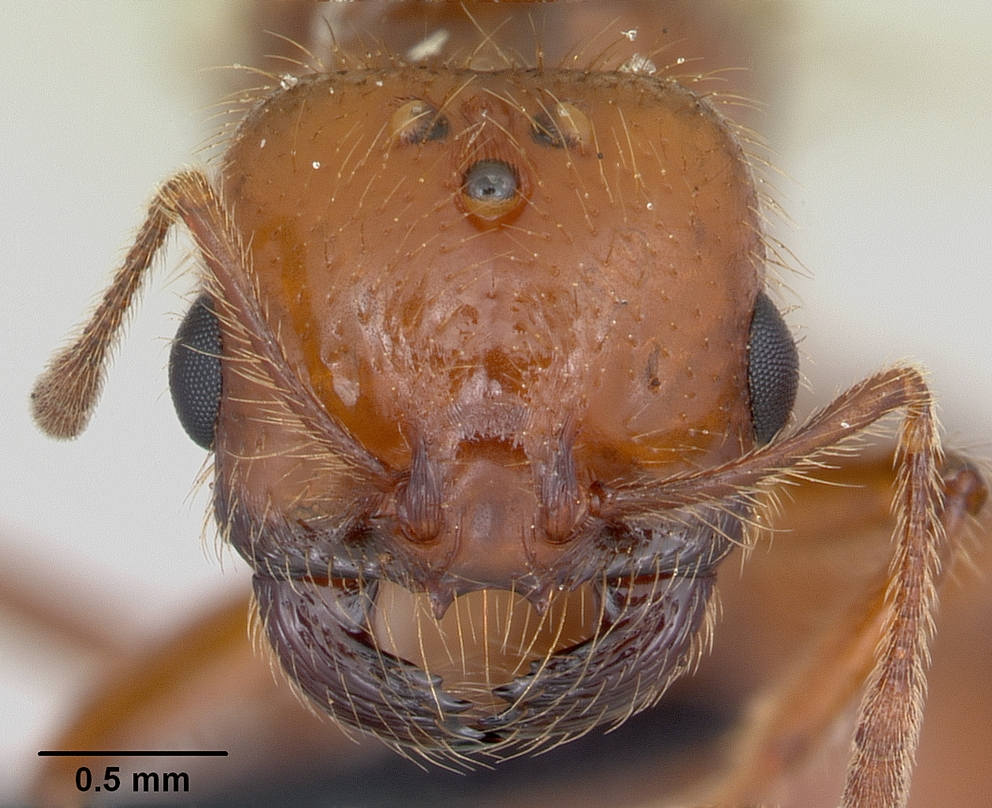
Drottning, huvud.
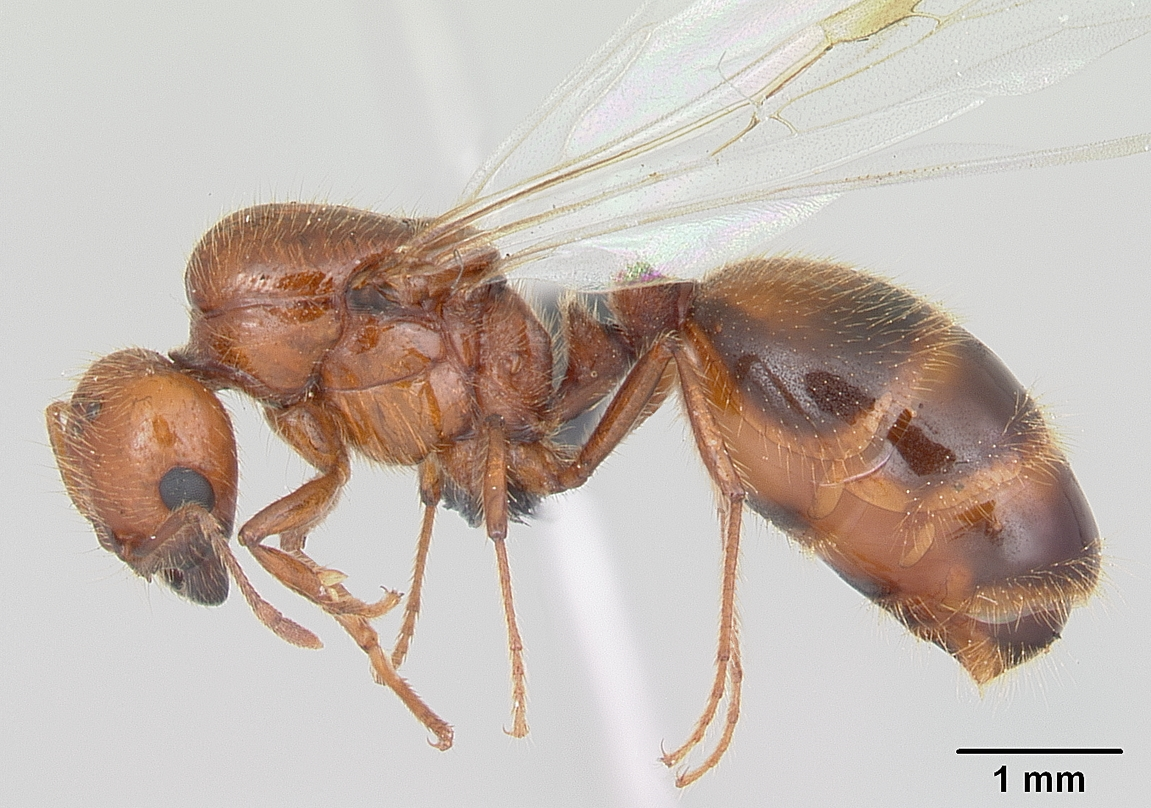
Bevingad drottning, sidovy.